# Позбавлення лицарського звання

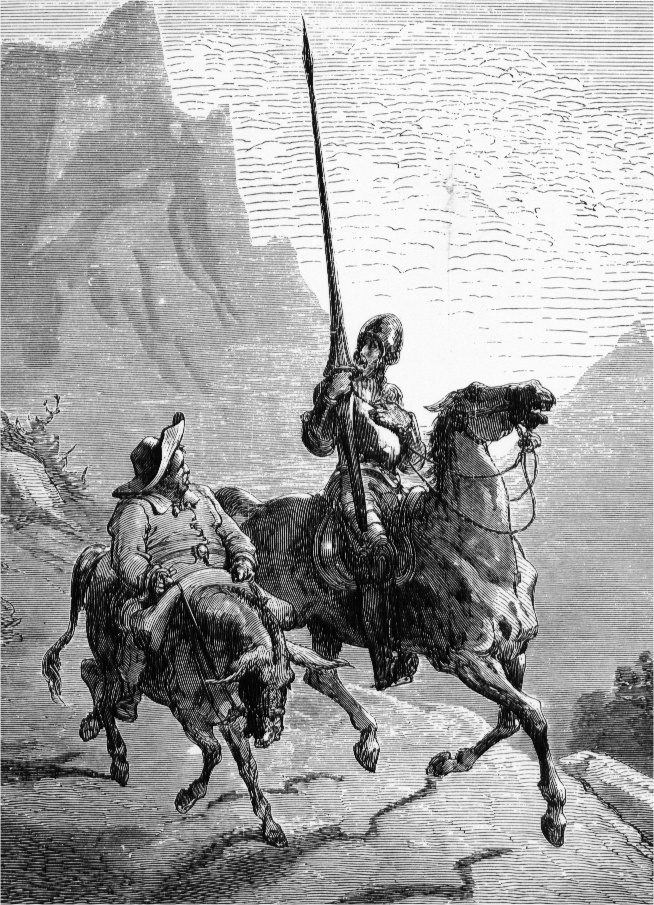
Дон Кіхот і Санчо Панса

Крім церемонії посвячення в лицарі, існувала також і процедура позбавлення лицарського звання, що звичайно (але не обов'язково) завершувалось передачею колишнього лицаря в руки ката.
Церемонія відбувалася на ешафотi, на якому був повішений зворотною стороною щит лицаря (обов'язково із зображеним на ньому особистим гербом), і супроводжувалася співом заупокійних молитов хором з дюжини священиків.

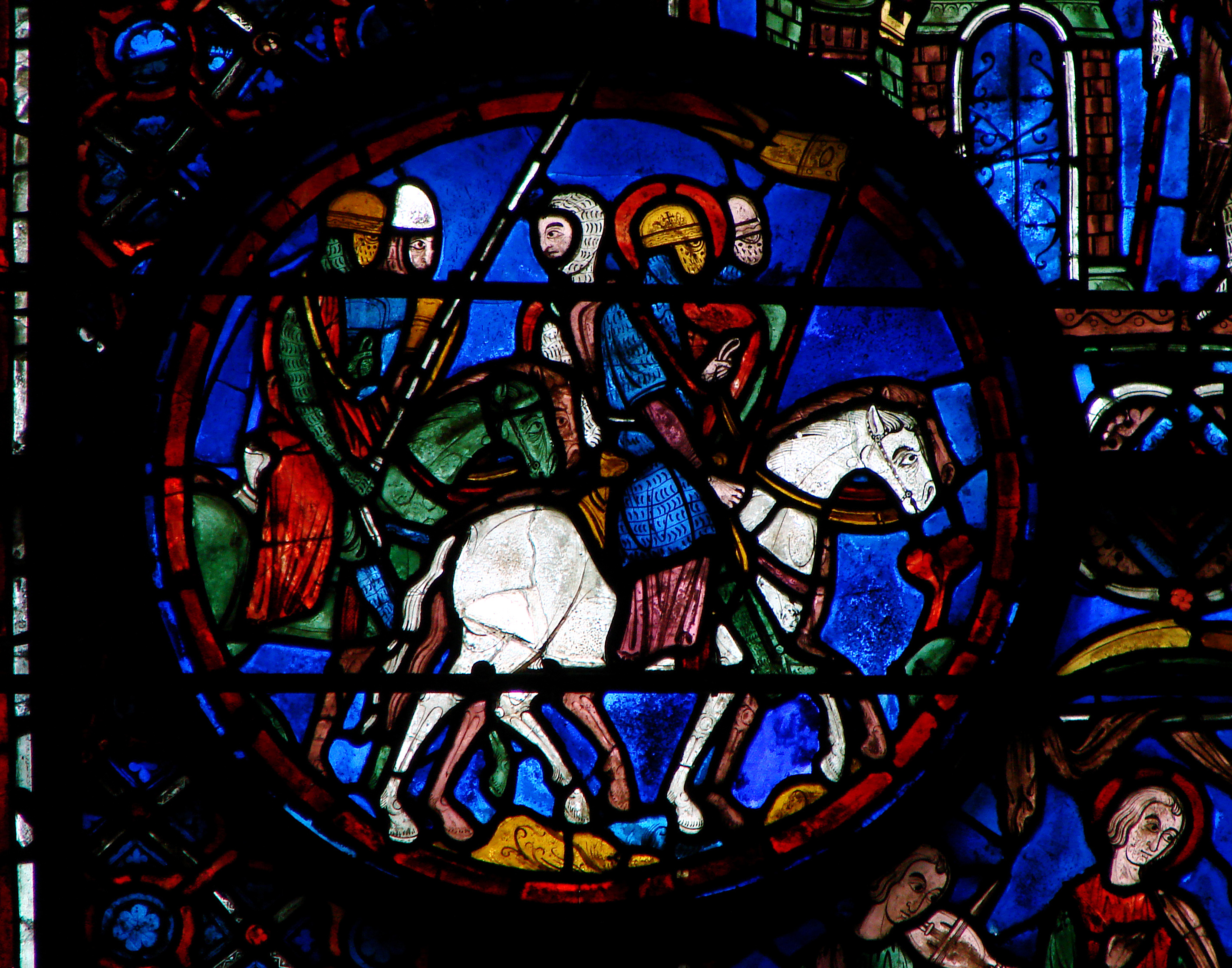
Вітражі Шартрського собору, Франція

У ході церемонії з лицаря у повному обладунку після кожного проспіваного псалма знімали будь-яку частину лицарського облачення (знімали не тільки зброю, але й наприклад шпори, які були атрибутом лицарської гідності). Після повного викриття і ще одного заупокійного псалма розбивали на три частини особистий герб лицаря (разом з щитом, на якому він зображений). Після чого співали 109-й псалом царя Давида, що складається з набору проклять, під останні слова якого геральд (а іноді особисто сам король) виливав на колишнього лицаря холодну воду, символізуючи очищення. Потім колишнього лицаря спускали з ешафота за допомогою шибениці, петля якої була пропущена під пахвами. Колишнього лицаря під улюлюкання натовпу вели до церкви, де по ньому проводили справжню заупокійну службу, після закінчення якої його передавали в руки ката, якщо йому не було уготовано за вироком інше покарання, (якщо ж лицареві «пощастило», то все могло обмежитися позбавленням лицарського гідності). Після виконання вироку (наприклад, страти), геральди на повний голос оголошували дітей (чи інших спадкоємців) «підлими (дослівно Віланами фр. vilain), позбавленими чинів, які не мають права носити зброю і з'являтися і брати участь в іграх і турнірах, дворі і на королівських зборах, під страхом бути роздягненими догола і висіченими різками, подібно вілланам і народженим від неблагородного батька». Особливо страшним таке покарання було для німецьких міністеріалів, так як вони навіть будучи лицарями (з приставкою фон) формально вважалися кріпаками, і позбавлення лицарського достоїнства перетворювало їх нащадків у справжніх кріпаків.